# Никад извини
Никад извини је политичко-сатирична луткарска телевизијска серија. Емитована је свакодневно на телевизији Пинк од августа 2003. до априла 2005, након свих поподневних вести. Крајем септембра 2008, после трогодишње паузе, најављен је повратак серије, али иако је неколико епизода снимљено, оне никада нису емитоване. Године 2024. Жељко Митровић је најавио нову сезону серије на телевизији Народна ТВ.

## Идеја
Сценариста и режисер пројекта, Срђан Ћешић, дошао је на идеју да направи овакав пројекат још крајем 2000. године, након петооктобарских политичких промена, када је на свим медијима промовисана слобода говора и критиковање сваке власти. Полазна идеја је била британска луткарска серија „Spitting Image", која је емитована на британској телевизији до 1996. године.
Аутори серијала су више пута изјављивали како је „Никад извини“ најпре понуђен РТС-у и ТВ Б92. Тек почетком 2003. године, постало је реално да овај пројекат заживи на, за сатиричаре, не нарочито популарној, али јако гледаној телевизији Пинк. У пројекат су се укључили дизајнери лутака Роко Радовановић и Мирослав Лакобрија, аниматори лутака Цветин Аничић, Санела Милошевић, Петар Конкој, Ивана Петерски, Горан Филипаш и Марија Малбаша, а посебно, познати глумац Атељеа 212 Срђан Милетић, који је уз помоћ колега Срђана Јовановића и Оливера Ђаје, свим ликовима позајмио глас. Серијал је рекламиран почетком августа 2003. године, а 10. августа је и отпочело емитовање, после сваког поподневног издања Пинкових вести — „Инфотопа“.

## Преглед радње и тематике серијала

### Друга половина 2003. године
Једини константни лик у целокупном серијалу је безимени наратор/водитељ, док други ликови, по значају, немало флуктуишу.
Први циклус серијала покрива последње месеце власти владе премијера Зорана Живковића, са њеним члановима Владаном Батићем, Миланом Ст. Протићем, Небојшом Човићем, Драгољубом Мићуновићем, самим премијером и другима. У епизодама у то време, главна опозиција им је Војислав Коштуница, а повремено се појављују из притвора у Схевенингену Слободан Милошевић и Војислав Шешељ. Међу ликове је уврштен Вук Драшковић, као и странка чији је председник, СПО. Већ тада, тадашњи министар одбране, Борис Тадић, приказан је као јака алтернатива премијеру, како у Србији, тако и у њиховој странци. 
Почетни серијал епизода је на реалистичан начин, испратио пад популарности Живковићеве владе, неуспеле председничке изборе, који су довели до распада ДОС-а, као и аферу Јанушевић—Колесар. Пред парламентарне изборе 2003. године, тачније, пред изборну тишину, уследило је емитовање епизоде у којој Мићуновић, Човић и Живковић певају „дувању у чабар“, чиме најављују губитак власти, што се заиста и догодило.
Дотадашњи циклус је заокружен специјалом за Нову годину 2004, названом „Кабаре“, јер је урађен на тему истоименог филма. Баш током радњи у вези са парламентарним изборима, снимљено је око 30 минута материјала, али је због густе програмске шеме Пинка у новогодишњој ноћи емитовано свега петнаестак. Јасно су приказани карактери и ситуација у којој су се нашли сви ликови: премијер долази са владом на снимање емисије лоше возећи стари аутомобил преко Новог Сада, Коштуница долази као посебно очекивани специјални гост (он је постао наредни премијер), чланови Радикалне странке оптужују невиног келнера (који није лутка, већ Милетић као глумац) за лошу организацију дочека, а на крају певају српску верзију нацистичке песме са краја филма „Кабаре“.

### Прва половина 2004. године
После краће зимске паузе, поменуте политичке промене су се оствариле, а нови премијер је постао Војислав Коштуница, али у серији владу практично води њен потпредседник Мирољуб Лабус, намерно приказан као једина разумна, мада помало неуротична особа, де факто преузимајући улогу главног лика у серијалу. Он је неодвојив од лика министра финансија Млађана Динкића, који је приказан као ментално ретардиран. Вук Драшковић се бори за обнављање традиционалних вредности, што често ствара апсурдне ситуације, у којима он безуспешно учи енглески језик, те покушава да преведе српске епске песме на њега. Велимир Илић је у складу са својом дотадашњом репутацијом, приказан као вулгаран и лоше васпитан. Ту су и стари ликови, Слободан Милошевић и Војислав Шешељ, који, заједно са појединим другим затвореницима, протестују против Хашког трибунала, у коме им се суди. Један од главних ликова је и председник СПС-а, Ивица Дачић, чија странка је давала подршку непоходну за постојање тадашње владе, покушава да се отргне Милошевићевој контроли.
Ћешић је дошао на идеју да направи поређење политичке сцене са већ познатим серијама. Тако је направљена псеудојужноамеричка серија „Тандарела“ а, вестерн радио-драма „Балада о Плам Касидију и Писфул Булиту”, а ликови су убачени и у пародију на серијал филмова „Звездани ратови“. Додатно, више епизода заузима својеврсни квиз „Свако за себе, сви против свих” (иако у њему никада није прочитано ниједно питање), те кулинарски серијал „Шта вам кувамо?” (у коме никада није припремљено ниједно јело).
Поред тога, све чешће су биле и музичке нумере са сатиричним текстовима и познатим мелодијама, као и пародије на психоделичну уметност 1960-их. 
Коментаришући овај циклус, неколико година касније је Срђан Ћешић истакао: „Србија под Коштуницом изгледала ми је као нека надреалистичка антиутопија Хијеронимуса Боша...“.
У лето 2004. године, уследила је пауза, током које су емитоване старе епизоде, што се поклопило са избором Бориса Тадића за председника Србије. После летњег одмора, у серијал улазе и поједини нови ликови, који су се током тог изборног циклуса афирмисали на политичкој сцени.

### Друга половина 2004. и прва половина 2005. године
Богољуб Карић, познати тајкун и кандидат на претходним председничким изборима, постао је значајна политичка фигура, па је и у серијалу постао значајан лик, те најбољи пријатељ Велимира Илића. Прекинут је мини-серијал „Тандарела“, а настављени Звездани ратови и Шта вам кувамо.
Други новогодишњи специјал, овог пута на тему Елиота Неса и „Несаломивих“, чувених бораца против чикашких мафијаша, пре свега Ал Капонеа, емитован је у новогодишњој ноћи 2004/2005. Лабус је приказан као Елиот Нес, који настоји да са екипом неспособних агената (Коштуница, Тадић и Драшковић) заустави шверцере „Џуџубана“ вискија (Карић и Илић). Проблем настаје, кад Коштуница окрене свој џепни сат уназад, након чега се цео претходни дан понови. Због тога је епизода названа „Несаломиви у закривљењу време-простора“.

### Телевизијско укидање
Почетком априла 2005. године, Пинк је емитовао најконтроверзнију епизоду серијала – „Хамлет”. У њој су политичари приказани као очајна позоришна трупа, у којој једино Лабус може да разликује стварност од представе – Шекспировог „Хамлета”. Оно што је изазвало проблеме екипи серијала јесте тренутак у коме је дух покојног Хамлетовог оца приказан као дух покојног премијера Србије, Зорана Ђинђића. Истовремено са духом на сцени, дух се појављује и у публици, међу правим члановима владе (сви ликови су „дуплирани” – истовремено су приказани и као публика и као глумци на сцени).
Истог дана, подржана неким другим политичким организацијама, Демократска странка је осудила прозивање свог покојног лидера на овај начин. Наредног дана медији су пренели како је Пинк укинуо „Никад извини” због наводне „мале гледаности”. Ово оправдање није могло да се образложи, јер су сервери сајтова „Никад извини” и самог Пинка више пута падали, затрпавани порукама многобројних фанова серијала, који су сматрали да је овај чин највећи напад на слободу изражавања после петооктобарских промена. Изненађен бурном реакцијом гледалишта, које је сада готово намерно бојкотовало све Пинкове вести, па и остале емисије, редакција ове телевизије је након два дана вратила серијал у шему. Међутим, након непуних недељу дана, без икаквог образложења, серијал је трајно укинут. Месецима касније, продуценти су тврдили да је Пинк серијал ставио на чекање, а да га је у тренутку укидања гледало преко милион гледалаца дневно.

## Видео издања
У месецима након укидања серијала са сајта серијала могле су да се преузму неке епизоде. Тек у марту 2006. године, Media Global Agency и First Production почињу објављивање циклуса од 4 DVD-ја са најбољим скечевима. Први DVD је укључио 46 епизода, од којих и две накнадно снимљене (делимично анимиране, јер је већи део екипе распуштен након телевизијског укидања, одневши дотадашњи материјал): „Амфилохије“ и „Сви премијерови људи“, као и галерију фотографија екипе и људи иза сцене.. До наредне године, објављена су сва 4 најављена DVD-ја.

## Повратак на телевизијске екране
У интервјуу за Политикину ТВ Ревију, уредница програма ТВ Пинк, Тања Војтеховски је 26. септембра 2008. године и званично најавила враћање серијала у програм. Известан број епизода је снимљен, и доступан је јавности преко портала Јутјуб, међутим још није емитован на телевизији. У интервјуу за недељник Стандард из средине 2009. године, Ћешић је прокоментарисао: „Када ми је један пријатељ рекао за скеч у којем власник „Делте“ пева Everybody Knows, којим је требало да крене нова сезона Никад извини, да га ни он не би емитовао да је његова телевизија, рекао сам му да вероватно не бих ни ја да је моја... Никада нисам мислио да је за скидање емисије била одговорна телевизија. Одговорност за такво стање у медијима свакако је на онима који креирају дух времена, или како би Немци рекли Zeitgeist. У нашем случају, то су вероватно лимитирани политичари, или они који их контролишу“. Ћешићев нови пројекат, „Из непознатих разлога“, такође је доступан само на Јутјубу, иако се краће време могао гледати и на појединим ТВ станицама.

## Значајни циклуси
- „Звездани ратови“
- „Шта вам кувамо“

## Значајне појединачне епизоде
- „Морски гребен“
- „Гости из Бугарске“